# Martell Webster
Martell Webster (ur. 4 grudnia 1986 w Edmonds) – amerykański koszykarz, grający na pozycji niskiego skrzydłowego, który został wybrany do NBA bezpośrednio po ukończeniu szkoły średniej. 
W 2005 wystąpił w meczu wschodzących gwiazd - Nike Hoop Summit oraz McDonald’s All-American.
W latach 2012–2015 zawodnik Washington Wizards, z którymi podpisał kontrakt jako wolny agent. Miesiąc wcześniej został on zwolniony z Minnesoty Timberwolves. 30 listopada 2015 roku został zwolniony przez Wizards.
25 września 2017 został dodany do składu na obóz szkoleniowy New Orleans Pelicans.